# BelAZ
BelAZ (belorusko Беларускі аўтамабільны завод ali БелАЗ: Belaruski automobilni zavod) je beloruska tovarna težkih tovornjakov in rudarske opreme. Tovarna je bila ustanovljena leta 1948 in je proizvedla 120.000 vozil v Sovjetski zvezi.

## Zgodovina
- Leta 1948, so ustanovili tovarno, ki je delala opremo za kopanje šote
- Leta 1951 so razširili tovarno za izdelovanje opreme za gradnjo cest "Dormaš" (Дормаш - akronim za "дорожное машиностроение")
- Leta 1958 se je preimenovala v BelAZ. Na začetku je proizvajala MAZ tovornjake
- Leta 1961 prvi 27-tonski BelAZ tovornjak za odprte kope
- Leta 1990 so izdelali 280 tonski tovornjak
- Leta 2001 the direktor BelAZ-a, Pavel Maryev, dobil nagrado Heroj Belorusije
- Leta 2005 so začeli z razvojem BelAZ-75600 s kapaciteto 352.600 kg tovornjaka za rudnik v Kuznetsku
- Leta 2006 so dobavili BelAZ-75600.[1]
- Septembra 2013, BelAZ predstavi nov največji tovornjak na svetu BelAZ-75710, s kapaciteto 450 ton[2]

## Tovornajki
- BelAZ-7540, 30 t
- BelAZ-7545, 45 t
- BelAZ-7547, 42–45 t
- BelAZ-7555, 55–60 t (od 1994)
- BelAZ-7557, 90 t
- BelAZ-7513, 110–130 t (od 1996)
- BelAZ-7517, 154–160 t
- BelAZ-7530, 180–220 t
- BelAZ-7531, 240 t
- BelAZ-7560, 320–360 t
- BelAZ-7558, 90 t
- BelAZ-7571, 450 t (od 2013)

## Gradbena oprema
- MoAZ-4048,
- BelAZ-7822
- BelAZ-7823
- MoAZ-60148
- MoAZ-60007
- Tovornjaki za mešane betona

## Galerija
- BelAZ-7540
- BelAZ-7555
- BelAZ-75570
- Nakladalnik BelAZ-78221
- Tovornjakza mešanje beton MoAZ-75296
- Vlačilec letal BelAZ-74212